# Euro Neuro

Euro Neuro est la chanson de l'artiste monténégrin Rambo Amadeus qui représente le Monténégro au Concours Eurovision de la chanson 2012 à Bakou, en Azerbaïdjan.

## Eurovision 2012
La chanson est présentée en mars 2012 à la suite d'une sélection interne.
Elle participe à la première demi-finale du Concours Eurovision de la chanson 2012, le 22 mai 2012, mais ne parvient pas à se qualifier pour la finale.